# Kameroense parlementsverkiezingen (2013)
De Kameroense parlementsverkiezingen van 2013 werden op 30 september gehouden voor het lagerhuis van het parlement, de Nationale Vergadering, en resulteerden in een overwinning van de regerende Rassemblement démocratique du peuple camerounais (RDPC).
| Partij                                           | Zetels    | %     |
| ------------------------------------------------ | --------- | ----- |
| Rassemblement démocratique du peuple camerounais | 148       |       |
| Front social démocrate                           | 18        |       |
| Union nationale pour la démocratie et le progrès | 5         |       |
| Union démocratique du Cameroun                   | 4         |       |
| Union des Populations du Cameroun                | 3         |       |
| Mouvement pour la renaissance du Cameroun        | 1         |       |
| Mouvement pour la défense de la République       | 1         |       |
| Overige partijen                                 | 0         |       |
| Totaal                                           | 180       |       |
| Totaal uitgebrachte stemmen                      | 4.208.796 | -     |
| Geregistreerde kiezers/ opkomst                  | 5.481.226 | 76,79 |
| Bron: IPU                                        |           |       |

Presidentsverkiezingen: 1965 · 1970 · 1975 · 1980 · 1984 · 1988 · 1992 · 1997 · 2004 · 2011 · 2018 · 2025

Parlementsverkiezingen: 1964 · 1973 · 1978 · 1983 · 1988 · 1992 · 1997 · 2002 · 2007 · 2013 · 2020

Referenda: 1972